# Chiannia khasiana
Chiannia khasiana là một loài bướm đêm trong họ Geometridae.